# Ix-Xirka Ġieħ ir-Repubblika

Bandschnalle

Ix-Xirka Ġieħ ir-Repubblika, Kurzform Xirka, ist eine Nationale Ehrengesellschaft Maltas.
Die Gesellschaft hat ordentliche Mitglieder und Ehrenmitglieder, die sich außergewöhnlich um die Republik Malta oder die Menschheit verdient gemacht haben. Abgesehen von Ehrenmitgliedschaften ist die Zahl neuer Mitglieder beschränkt auf drei Neuaufnahmen in zweijährlichem Turnus; die Gesamtzahl der Mitglieder ist beschränkt auf zwanzig.
Das Motto der Gesellschaft ist Għall-Ġid tal-Maltin („Zum Wohle der Malteser“).

## Mitglieder
- Sir Anthony Mamo, 13. Dezember 1992
- Mgr. Joseph Mercieca, 13. Dezember 1995
- Lordship Nicholas J Cauchi, 13. Dezember 2005

## Ehrenmitglieder
- Colonel Muammar al-Gaddafi, 5. Dezember 1975
- Professor Giovanni Leone, 6. Dezember 1975
- Li Xiannian, 22. November 1984
- Kim Il Sung, 1. August 1985
- José Manuel Barroso, 10. Oktober 1994
- Jose Manuel Briosa E Gala, 10. Oktober 1994
- Joao Diogo Nunes Barata, 10. Oktober 1994
- General Carlos Azeredo, 10. Oktober 1994
- Antonio Syder Santiago, 10. Oktober 1994
- Giovanni Battista Re, 4. Februar 1995
- Jean-Louis Tauran, 4. Februar 1995
- Pier Luigi Celata, 4. Februar 1995
- Dott Dino Marrajeni, 14. Juni 1995
- Susanna Agnelli, 28. Dezember 1995
- Gaetano Gifuni, 28. Dezember 1995
- Marco Colombo, 28. Dezember 1995
- Giulio di Lorenzo Badia, 28. Dezember 1995
- Luigi Amaduzzi, 28. Dezember 1995
- General C.A. Paolo Scaramucci, 28. Dezember 1995
- Giorgio Boggio, 13. Dezember 2000
- Nadejda Mihaylova, 30. März 2001
- Ilko Semerdjiev, 30. März 2001
- Dimitar Lazarov, 30. März 2001
- Helle Meri, 30. April 2001
- Jaak Jõerüüt, 30. April 2001
- Erwin Teufel, 5. November 2001
- Klaus Wowereit, 5. November 2001
- Rüdiger Frohn, 5. November 2001
- General Harald Kujat, 5. November 2001
- Jürgen Chrobog, 5. November 2001
- Gunter Pleuger, 5. November 2001
- Georg Merten, 5. November 2001
- Christoph Zöpel, 5. November 2001
- Ioannis Kasoulides, 4. Oktober 2002
- Takis Klerides, 4. Oktober 2002
- Averof Neophytou, 4. Oktober 2002
- Włodzimierz Cimoszewicz, 25. Oktober 2002
- Jacek Piechota, 25. Oktober 2002
- Marek Ungier, 25. Oktober 2002
- Apostolos Tsochatzopoulos, 14. November 2002
- Andreas Loverdos, 14. November 2002
- Constantinos Ailianos, 14. November 2002
- Constantinos Yerocostopoulos, 14. November 2002
- Ingrid Rüütel, 1. Oktober 2003
- Jüri Seilenthal, 1. Oktober 2003
- Meelis Atonen, 1. Oktober 2003
- Villu Reiljan, 1. Oktober 2003
- Franco Frattini, 20. Januar 2004
- Antonio Martino, 20. Januar 2004
- Roberto Antonione, 20. Januar 2004
- Botschafter Alvise Memmo, 20. Januar 2004
- Botschafter Antonio Puri Purini, 20. Januar 2004
- Botschafter Giuseppe Balboni Acqua, 20. Januar 2004
- Imants Freibergs, 16. Februar 2004
- Ingūna Rībena, 16. Februar 2004
- Günter Verheugen, 17. März 2004
- Fotini Papadopoulou, 17. Februar 2005
- George Iacovou, 17. Februar 2005
- Alexandros N Zenon, 17. Februar 2005
- Carlo Azeglio Ciampi, 19. Mai 2005
- Königin Elisabeth II., 23. November 2005
- Vaira Vike-Freiberga, 19. Juni 2006
- Gert Haller, 16. November 2007
- Reinhard Silberberg, 16. November 2007
- Kateryna Yushchenko, 9. Juli 2008
- Maria Alves Da Silva Cauaco Silva, 12. November 2008
- Igor Judge, 13. Dezember 2008
- Maria Kaczyńska, 26. Januar 2009
- Zorka Parvanova, 20. Oktober 2009
- Königin Sofia, 25. November 2009
- Alfredo Mantica, 30. Juni 2010
- Mara Basescu, 30. Juni 2010
- Jacques Barrot, 18. Februar 2011
- Margit Fischer, 24. April 2012
- Dalia Grybauskaitė, 29. Mai 2012
- Evelin Ilves, 31. Mai 2012
- Militiadis Varvitsiotis, 13. Februar 2014